# 菲爾紹山
64°7′S 62°17′W / 64.117°S 62.283°W
菲爾紹山是南極洲的山峰，位於帕默群島的布拉班特島北部，在1959年根據英國公司的照片被繪入地圖，以德國的病理學研究先驅命名。